# Katyń (pel·lícula)
Katyń és una pel·lícula polonesa de 2007 dirigida pel cineasta Andrzej Wajda. Basada en el llibre Post mortem – The Katyn Story d'Andrzej Mularczyk, la trama de la pel·lícula tracta sobre la massacre de Katyn. Katyń va ser nominada a l'Oscar a la millor pel·lícula de parla no anglesa a la 83a edició dels Premis Oscar.

## Argument
Un grup de refugiats polonesos provinents de l'oest fuig de les tropes alemanyes i, en creuar un pont, es topa amb un altre grup de refugiats polonesos provinents de l'est del país, que fuig de les tropes soviètiques: és el setembre de 1939 i Polònia ha quedat dividida en dos. A l'est, 14.000 oficials de l'exèrcit polonès han estat fets presos pel bàndol soviètic.